# Coincidencias entre Lincoln y Kennedy

Abraham Lincoln.

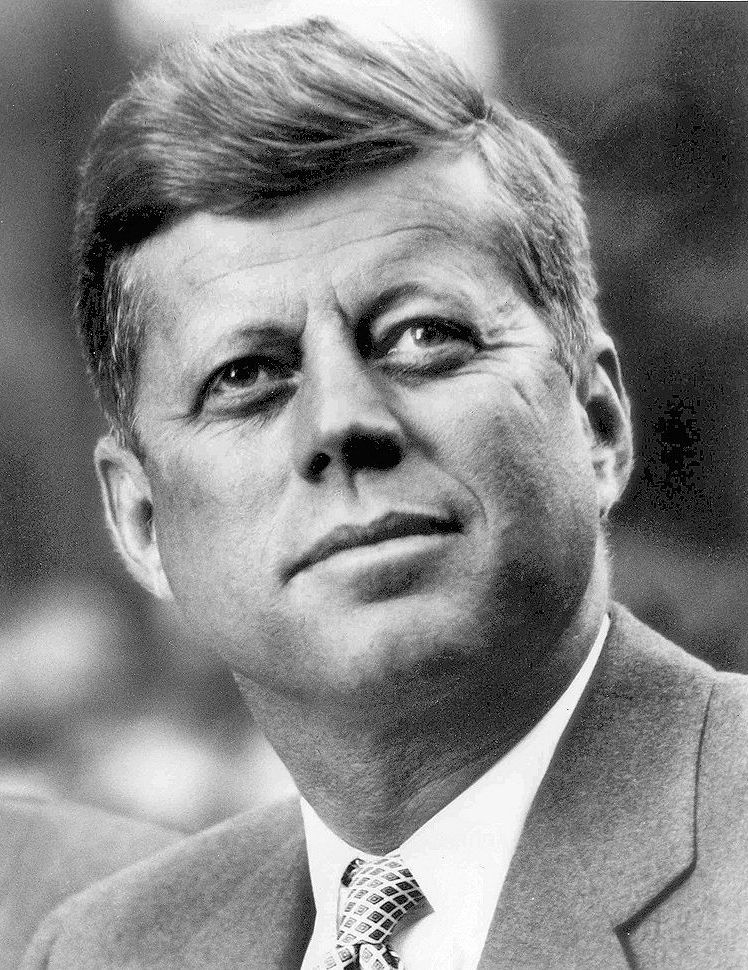
John F. Kennedy.

La lista de coincidencias entre Abraham Lincoln y John F. Kennedy es una leyenda urbana estadounidense de origen desconocido. La lista apareció por primera vez en la prensa estadounidense en 1964, a raíz del asesinato de Kennedy el año anterior, habiendo aparecido anteriormente en el G.O.P. Congressional Committee Newsletter. El divulgador científico Martin Gardner desmintió gran parte de la lista en un artículo de la revista Scientific American, que posteriormente fue reproducido en su libro The Magic Numbers of Dr. Matrix. La versión de la lista de Gardner contenía 16 afirmaciones; de las cuales han circulado diferentes versiones en listas mucho más largas. Actualmente, la lista continúa circulando a través de los medios de comunicación, habiendo permanecido en el imaginario colectivo durante más de 40 años. Una versión más reciente de la lista está disponible en línea en Snopes.com.

## La lista
A continuación se muestra la versión original de la lista. Parte de lista ha sido desmentida y otras afirmaciones son “verdades a medias”. Algunos folcloristas han postulado que la lista es una forma de encontrar sentido a dos eventos trágicos de la historia, buscando patrones. Gardner y otros han señalado que es relativamente fácil encontrar patrones de semejanza entre dos personas o sucesos similares. Algunos de estos patrones a menudo no resisten un examen riguroso. Y otros son algo más que solo "interesantes".
- Ambos fueron elegidos como presidentes en el '60.

Correcto, pero irrelevante dado que las elecciones presidenciales estadounidenses son cada cuatro años, que es divisor de cien.
- Ambos presidentes fueron elegidos para Cámara de Representantes de los Estados Unidos en el '46.

Correcto. No obstante, Kennedy fue reelegido interrumpidamente para dicho escaño hasta su paso al Senado en 1953, de donde salió para ser elegido presidente. Lincoln ni siquiera se presentó para ser reelegido en 1848 y no tuvo puesto alguno en el Congreso desde entonces. 
- Ambos perdieron la nominación de su partido para la vicepresidencia en las elecciones del '56.

Correcto.
- Ambos presidentes fueron el segundo hijo de sus padres.

Correcto. No obstante, no olvidemos que Lincoln tenía una hermana mayor y Kennedy un hermano, y que el primero no tuvo más hermanos y el segundo tuvo dos más. 
- Los asesinos de ambos (John Wilkes Booth y Lee Harvey Oswald) habían nacido en el '39.

Falso: Booth nació en el 38, no en el 39. 
- Ambos fueron sucedidos por sureños demócratas apellidados Johnson nacidos en el '08.

Verdad a medias. El sustituto de Lincoln se llamaba Andrew, y el de Kennedy, Lyndon. Lyndon era de Texas y Andrew de Carolina del Norte, ambos estados del sur. Sin embargo, durante la Guerra de Secesión, Andrew Johnson fue partidario del norte. 
- Ambos presidentes se enfrentaron a los problemas de la población negra estadounidense y declararon públicamente su punto de vista sobre el asunto en el '63.

Verdad a medias. Lincoln firmó la Proclamación de Emancipación en 1862, que se convirtió en ley en 1863. Sin embargo, ya había declarado públicamente su punto de vista sobre el asunto en sus famosos debates con su rival político Stephen Douglas. En 1963, Kennedy presentó sus informes al Congreso sobre los Derechos Civiles y, el mismo año, tuvo lugar la famosa Marcha en Washington por el trabajo y la libertad.
- A ambos presidentes les dispararon en la cabeza.

Correcto. A Lincoln le dispararon a quemarropa, y a Kennedy a distancia. 
- A ambos presidentes les dispararon en presencia de sus esposas.

Correcto; aunque ambos generalmente aparecían en público acompañados de ellas. 
- A ambos presidentes les dispararon un viernes.

Correcto.
- A Lincoln le dispararon en el Teatro Ford. A Kennedy le dispararon estando en un coche Lincoln, un modelo de limusina de la compañía Ford.

Correcto. 
- Ambos asesinos, Oswald y Booth, fueron asesinados antes de ir a juicio.

Falso: Booth no fue asesinado sino abatido a tiros por los agentes federales que intentaban capturarle. 
- Lincoln y Kennedy tienen 7 letras, y cinco sílabas en su nombre completo (contando la inicial del medio de Kennedy).

Correcto.
- John Wilkes Booth y Lee Harvey Oswald tienen 15 letras cada uno.

Correcto.
- Hay 6 letras en el nombre de cada Johnson.

Correcto.
- Booth disparó a Lincoln en un teatro y se escondió en un almacén, mientras que Oswald disparó a Kennedy desde un almacén y se escondió en un teatro.

Falso. Oswald se ocultó en un cine. Si bien hay claras semejanzas entre un cine y un teatro.
- El asesinato de John F. Kennedy fue filmado por un hombre llamado Abraham, y el Teatro donde fue asesinado Abraham Lincoln era propiedad de un hombre llamado John.

Falso Aunque es cierto que el asesinato de Kennedy lo filmó Abraham Zapruder, no hay constancia de lo segundo. 
- El secretario privado de Lincoln, se llamaba Arthur Kennedy; la secretaria privada de Kennedy, se llamaba Evelyn Lincoln.

Falso. Solo lo segundo, es cierto; lo primero es falso: No hay constancia de tal secretario: los secretarios privados e identificados de Lincoln, se llamaban John Hay y John G. Nicolay.
- Los secretarios y los reemplazantes de los presidentes, ambos, tienen 13 letras en total: 6 en el nombre y 7 en el apellido. (Arthur Kennedy y Evelyn Lincoln) (Andrew Johnson y Lyndon Johnson).

Correcto y Falso. Lo del secretario, como se dijo es falso; pero es correcto lo de los presidentes remplazantes.
Algunas afirmaciones son ciertas, como el año en que Lincoln y Kennedy fueron elegidos, pero esto no es tan inusual ya que las elecciones presidenciales se celebran cada cuatro años y ambos comenzaron sus carreras con 100 años de diferencia. Otras afirmaciones tuercen la verdad o son simplemente falsas, no hay constancia de que Lincoln tuviera un secretario de apellido Kennedy. La lista también ha inspirado una parodia humorística, como por ejemplo un artículo que afirmó: "Antes de ser asesinado, Lincoln estuvo en Monroe, Maryland, mientras que Kennedy estuvo con Marilyn Monroe" (en realidad, Marilyn Monroe falleció más de un año antes del asesinato de Kennedy).